# Onthophagus foraminosus
Onthophagus foraminosus là một loài bọ cánh cứng trong họ Bọ hung (Scarabaeidae).